# Llanera, Nueva Ecija
Llanera là một đô thị hạng 4 ở tỉnh Nueva Ecija, Philippines. Theo điều tra dân số năm 2007, đô thị này có dân số 33.493 người trong 6.361 hộ.

## Barangay
Llanera được chia thành 22 barangay.
| - A. Bonifacio - Caridad Norte - Caridad Sur - Casile - Florida Blanca - General Luna - General Ricarte - Gomez - Inanama - Ligaya - Mabini | - Murcon - Plaridel (Pob.) - Bagumbayan (Pob.) - San Felipe - San Francisco - San Nicolas - San Vicente - Santa Barbara - Victoria (Pob.) - Villa Viniegas - Bosque |